# Felsőörsi prépostsági templom

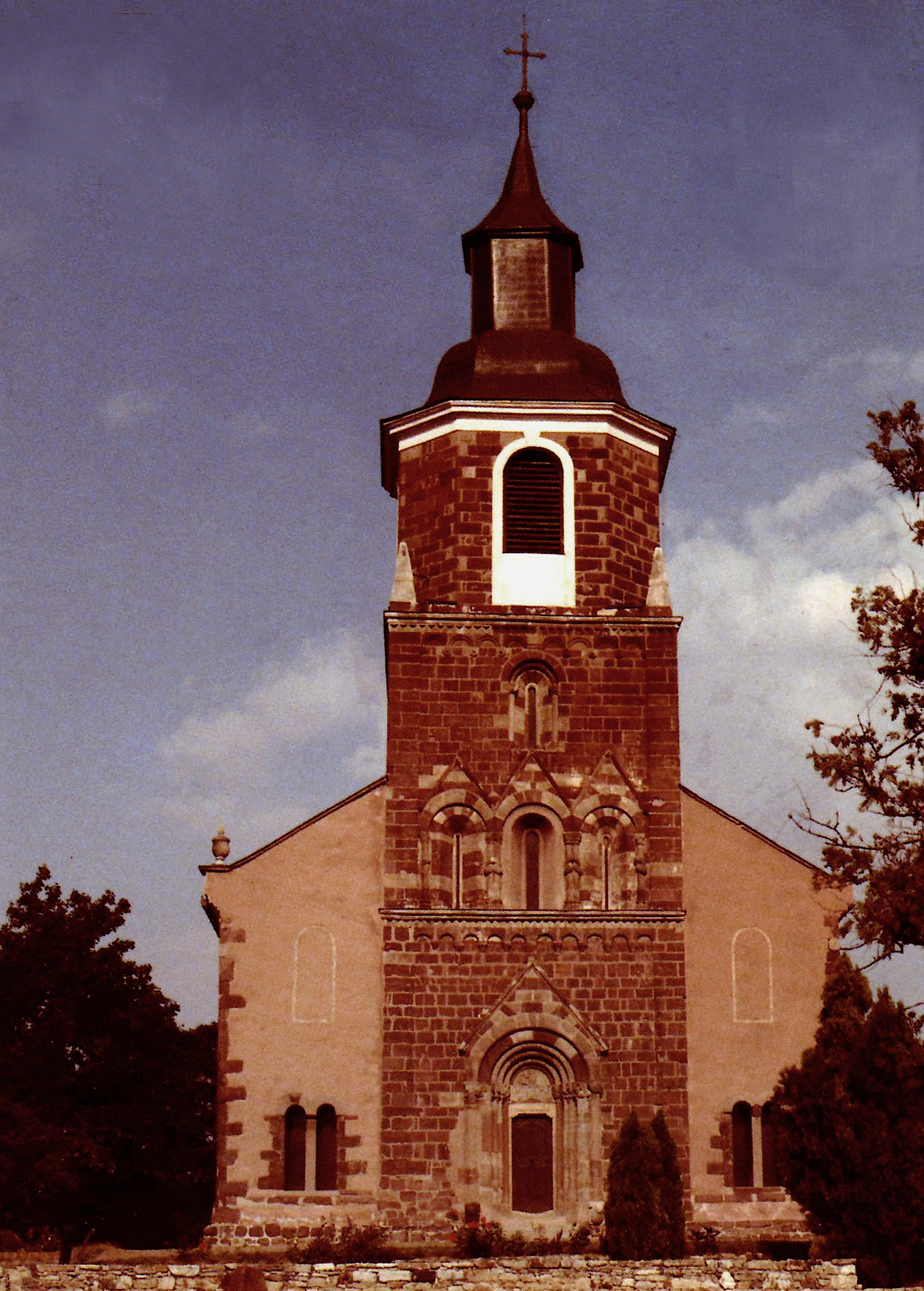
Felsőörsi prépostsági templom (fotó: KT)

A Balaton-környék legjelentősebb román-kori épülete a felsőörsi prépostsági templom (Bűnbánó Szent Mária Magdolna-plébániatemplom). Nyugati homlokzati tornyos, templomtere háromhajós, dongaboltozatos, amelyhez félköríves szentély-apszis csatlakozik. Eredeti a két egyenes záródású mellékhajója is dongaboltozatos, 3-3 ikerablakkal. A sekrestyét később, ismeretlen időben építették hozzá.

## A templom és települési környezete

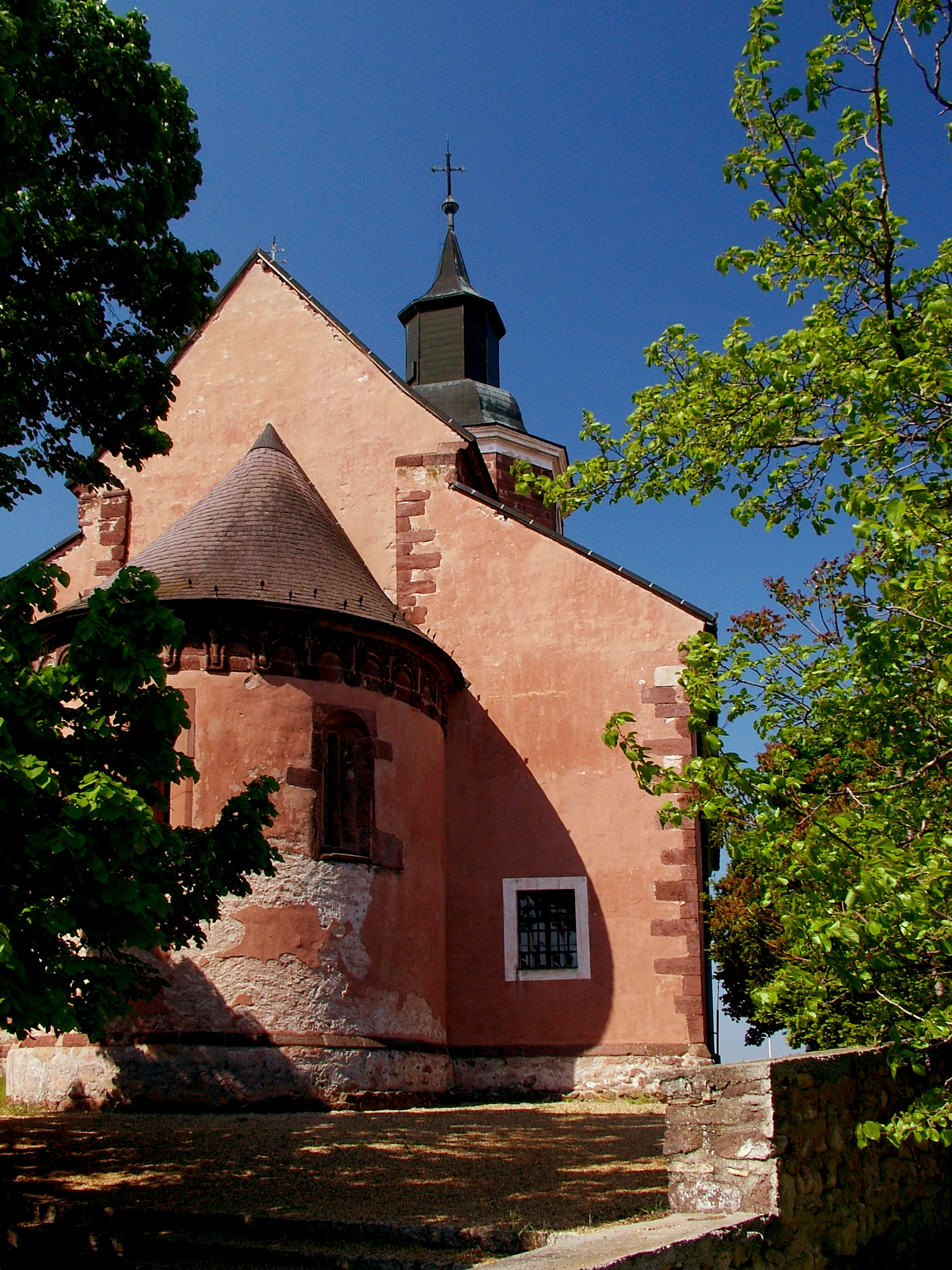
A templom keleti apszisa

A Balaton partján fekvő Alsóörstől északra 3 km, Veszprémtől délkeletre, 9 km távolságra a festői Malomvölgy fölött emelkedő sziklabércen fekszik Felsőörs. A bővizű forrásokban gazdag vidéken már az őskor embere is megtelepedett. Erről a határban talált régészeti leletek tanúskodnak (csiszolt kőbalta, őskori-, középbronz-kori cserepek, római pénzek és –épületmaradványok). Ezen a vidéken vezettek a Savariából (Szombathely) Balácát érintő, a Balaton északi partján haladó római utak, Gorsium-on keresztül Aquincum-ig.
Eredetileg egy Örs nevű falu volt itt, melyet kőfejtő telepei miatt Vágó-Örs, Kővágó-Örs-nek is neveztek. Amikor ez a település kettévált: Alörs-Felörs, a régi településnek Felörs, Nagyörs, végül Felsőörs lett a neve. A Malom-völgy sziklás oldala fölött a XII. század elején épült az Örs nemzetség palotája. A család részben kihalt, részben máshova költözött, a palota elpusztult, de helyét ma is „Miské”-nek, „Miske-palotá”-nak nevezik.
A palotának és a hozzá tartozó birtokoknak az Örsi család leszármazottai voltak a tulajdonosai, közöttük Kővágóörsi Kis György esztergomi várnagy, Zsigmond király kedvelt embere, aki a Fejér vármegyei Szabadbattyánt kapta adományba (az ő fiait már Batthyány-nak nevezték).
A prépostság alapítására nincsenek közvetlen adataink. Világi prépostság volt, ami azt jelentette, hogy Felsőörsön a templom mellett kanonokokból álló társaskáptalan működött, élén a préposttal aki a falu plébánosi teendőit is ellátta.
1476-ban Mátyás király megerősítette őket a felsőörsi prépostság kegyuraság-ában, melyet 1950-ig a körmendi (hercegi) ág gyakorolt, de ez kizárólag a prépost személyének kijelölési jogára korlátozódott. A kegyúri terheket azonban a prépostság maga viselte (a felsőörsi templom, iskola, préposti kúria, a dinnyési kápolna és iskola, valamint az összes gazdasági épület fenntartása).
Azon a dombon, ahol a templom áll, a 11-12. században temető terült el. Feltételezhető, hogy a temetőben már a jelenleginél korábban is állt templom, talán éppen a mostani templomhajó helyén. A hajóban - valószínűleg a XVIII. századi átépítéssel kapcsolatos - lefaragott sziklafelszínt tárt fel a régészeti kutatás, a középkori nyomok jórészt eltűntek.

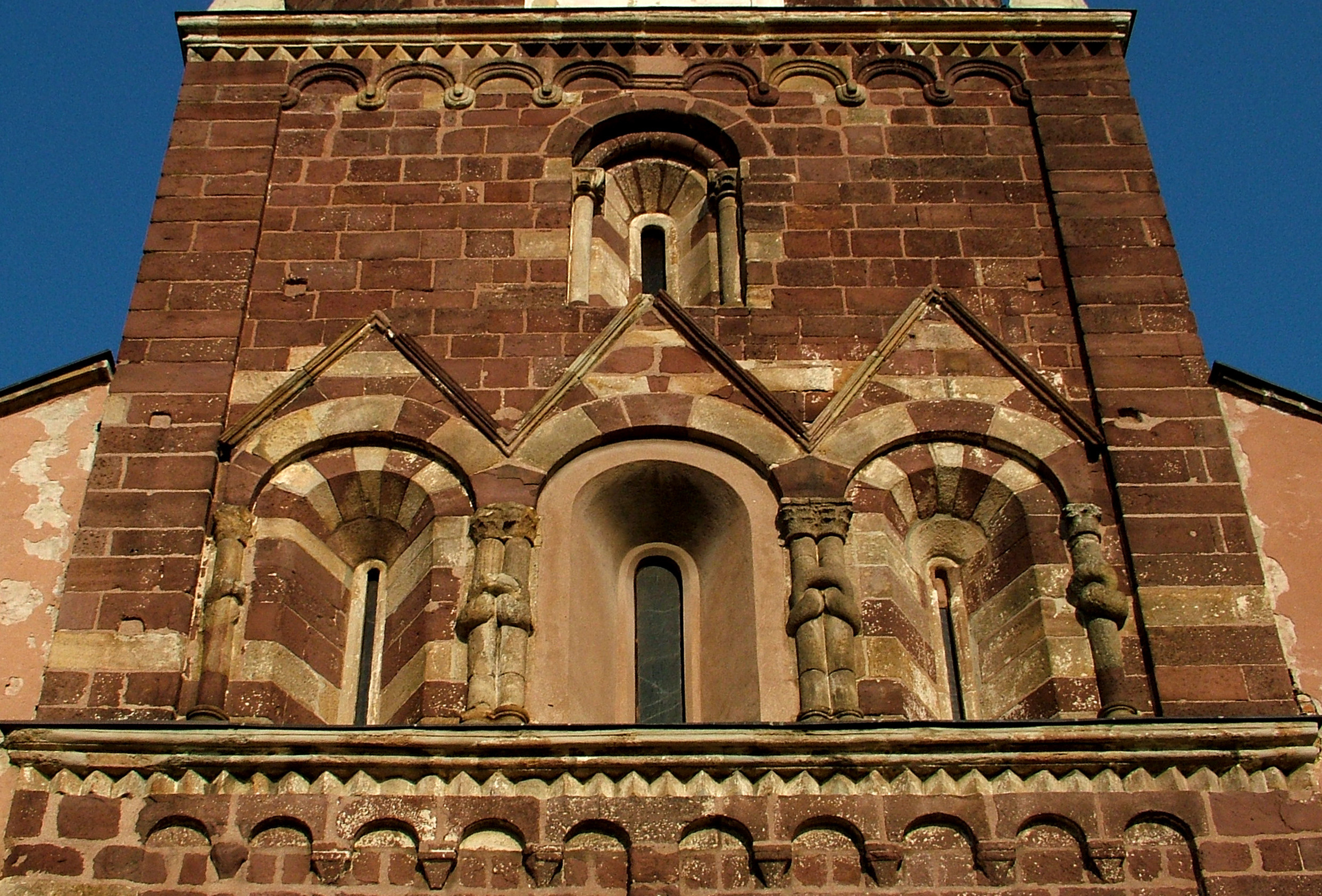
Nyugati homlokzatrészlet a Herkules-csomóval elválasztott ablakokkal, a Herkules-csomók bizonyítják a templom ősiségét, amelyek a démonok elleni védekezést szolgálták

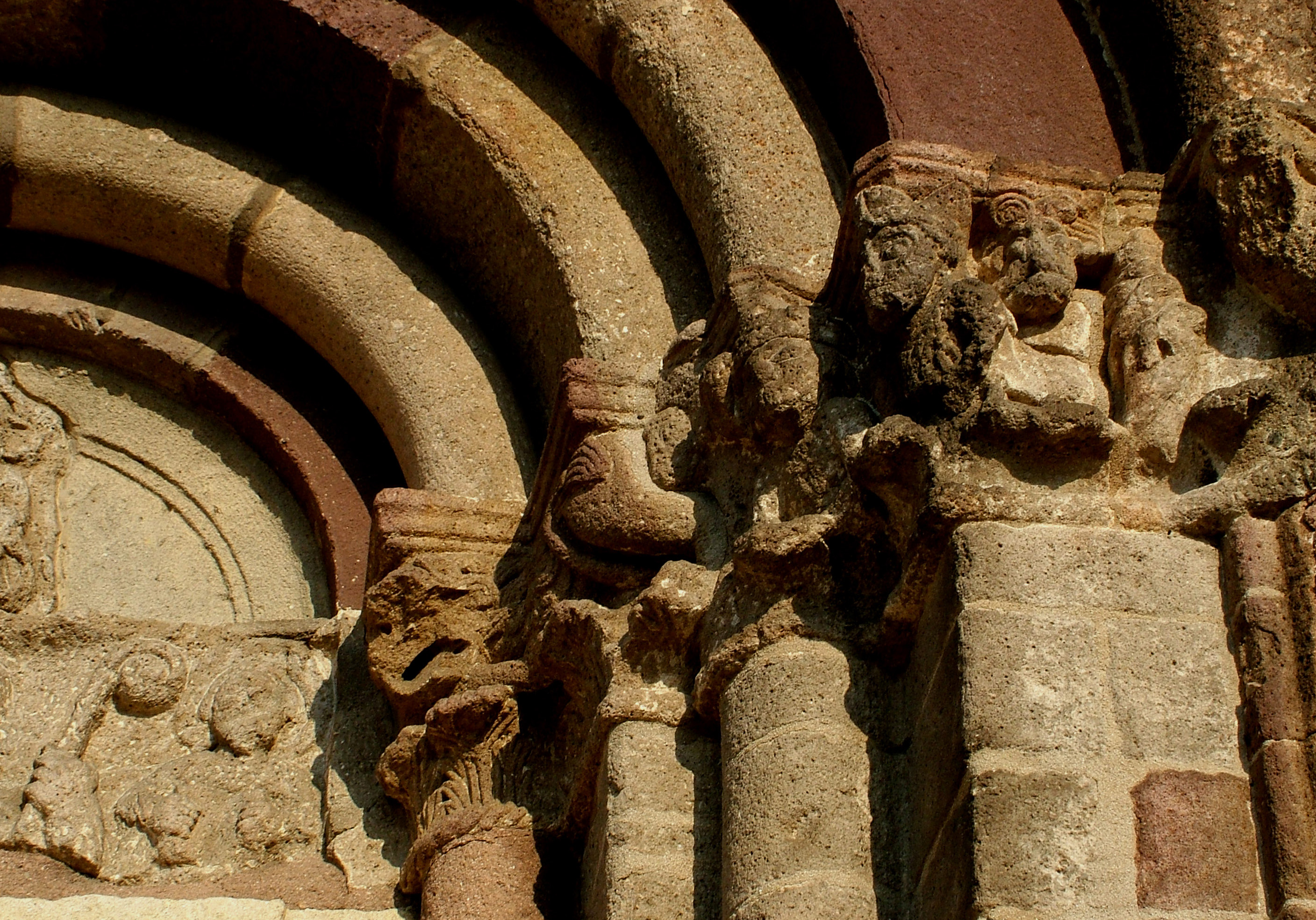
Nyugati kapubéllet oszlopfői

## A templom építése
Egy oklevélben említik, hogy a felsőörsi Mária Magdolna-templom Szent Mihály oltárát Bertalan veszprémi püspök (1226-1244) szentelte fel, és ez alkalomból Margit asszony, Miske ispán felesége egy szolgálót (takarítónőt) adományozott az egyháznak. Feltehető, hogy Miske és felesége tekinthetők a prépostság alapítóinak.
A Szent Mihály-oltárokat általában speciális jellegüknél fogva külön kápolnában helyezték el, a Karoling-kor óta rendszerint a magasban, legtöbbször a nyugati torony emeletén. Tehát ez az idő, a XIII. század első fele felelhetne meg a torony - egyben a ma látható, illetve általunk ismert templom - első építkezésének.
A templom többi része kétségtelenül gyökeres tervmódosítás után épült fel. A változás még a torony befejezése előtt bekövetkezhetett, bár a torony külső részeit még az eredeti elképzelés szerint építették meg (az északi és déli falait láthatónak tervezték: a kutatás során ugyanis előkerültek az oldalfalak il architektúráját jellemző elemek: faragott lábazat, lizénák, befalazott ablakok, párkányok). Az első építkezést jelentő torony szabályos kváderkövekből épült, míg a templom többi része szabálytalan kőből. Az utóbbi periódus valószínűleg már a tatárjárás után, az 1250-1260-as években került kivitelre.

## A templom története

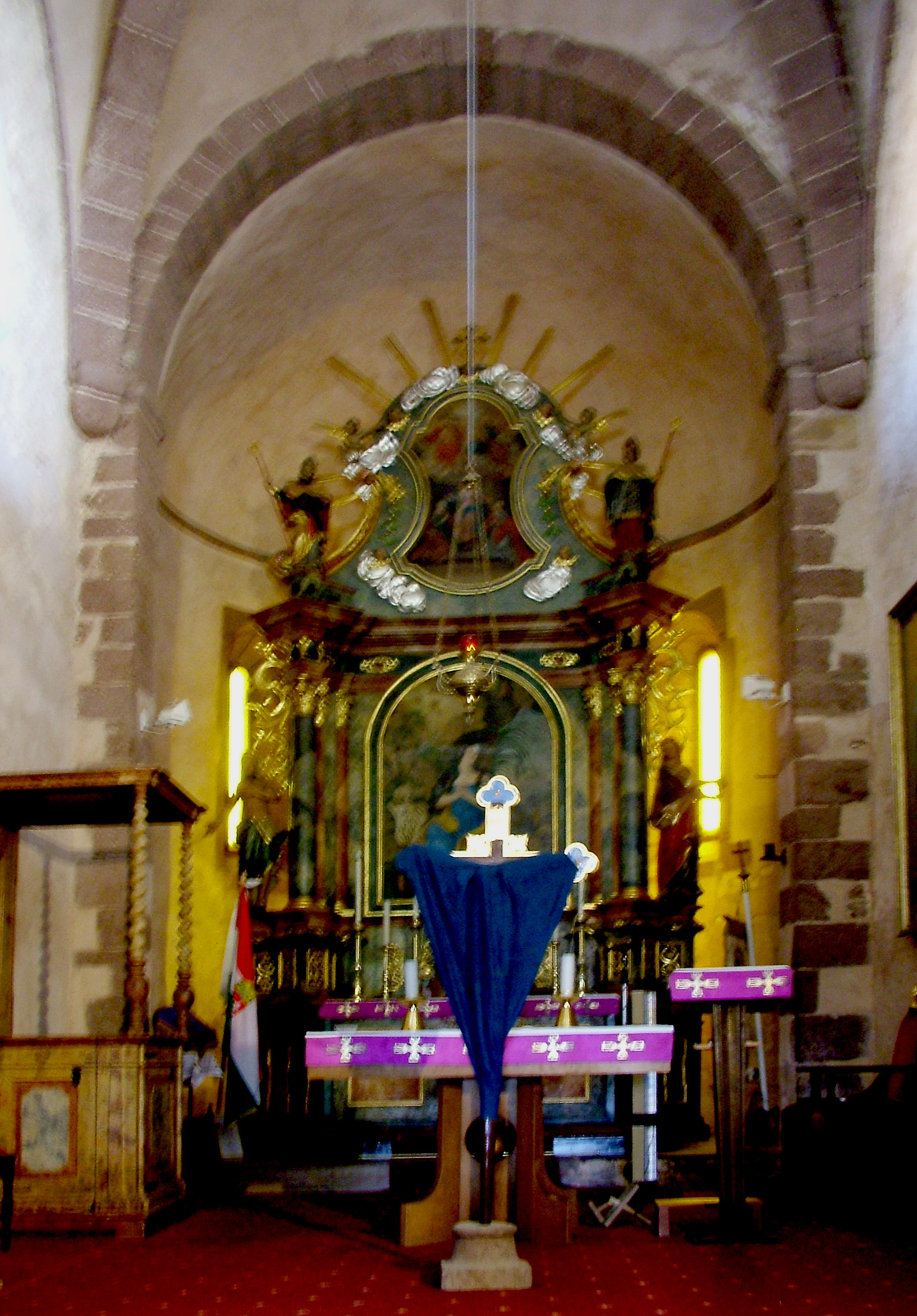
Templomtér: szentély és főoltár

A román-kori templom befejezése után a kép lényegesen nem változott. Csupán az előkerült gótikus profilú bordák utalnak arra, hogy az addig sík mennyezetű hajót a XIV. század második felében dongaboltozattal beboltozták. Talán ekkor épült a torony felső, nyolcszögű lezárása is. A templom padlóját ekkor cserélték ki terazzó padlóra, melynek maradványai csaknem minden helyiségben előtűnnek. Az 1500 körüli átalakítás során a torony alja és a hajószentély téglaburkolatot, az oldalfolyosók és kápolnák vastag, öntött terazzó padlót kaptak.
A mohácsi vész után, a Veszprémet is érintő pártharcok során a templomot kifosztották, a sírokat feldúlták.
1552-ben a törökök elfoglalták Veszprémet, valószínűleg ekkor pusztította tűzvész a templomot is, melynek nyomait a torony északi és déli oldalán - a karzati térben - lehet látni. Lehullott köveit - számos faragott kővel együtt - a nyugati kapu előtt egy veremben temették el, a régészeti feltárás során itt találták meg.
Veszprém elfoglalásakor, a törökök megölték Rezy Gál prépostot, kanonok-káplánjai pedig elmenekültek, s így megszűnt a katolikus egyház tényleges élete Felsőörsön. A Batthyányak ugyan folytatólagosan neveztek ki prépostokat, de azok sem a javadalmat, sem a templomot, sem a kúriát nem tudták birtokba venni, mivel a protestánssá lett szomszédos földesurak ezt megakadályozták.
A templom gondozás nélkül állt: 1701-ben boltozatai bedőléssel fenyegettek. A kúria egy szobáját rendezték be imaháznak, s a templomot nem használták.

## Felújítások, átalakítások
1731-ben Padányi Biró Márton, aki 1729-1735 között volt a prépost, (később veszprémi püspök) látott hozzá, hogy a felsőörsi prépostság jogait és javait visszaszerezze. Ennek nyomán 1736-ban a reformátusok a kúriát és a prépostsági birtokot önként visszaadták. A püspök még ez évben hozzákezdett a templom kijavításához. A belső munkák 1743-ban fejeződtek be, az orgona 1745-ben készült el.
A templom a XIX. század folyamán többszöri tatarozáson esett át, különösen Köves Nep. János (1854-1887), majd Vurglich Ágoston (1888-1916) prépostsága idején. 1938-ig fazsindelyes volt, ekkor Horváth Lajos prépost cserépfedésre, majd ennek gyakori meghibásodása miatt 1960-1961-ben sötét színű palára cseréltette ki a tetőhéjalást.
Szakszerű helyreállításra 1962-1965 között került sor, barokk berendezésének restaurálása ezt követően, három év múlva fejeződött be. (Építész: Erdei Ferenc; régész: Tóth Sándor, Éri István; kerttervező: Örsi Károly).

## A templom leírása

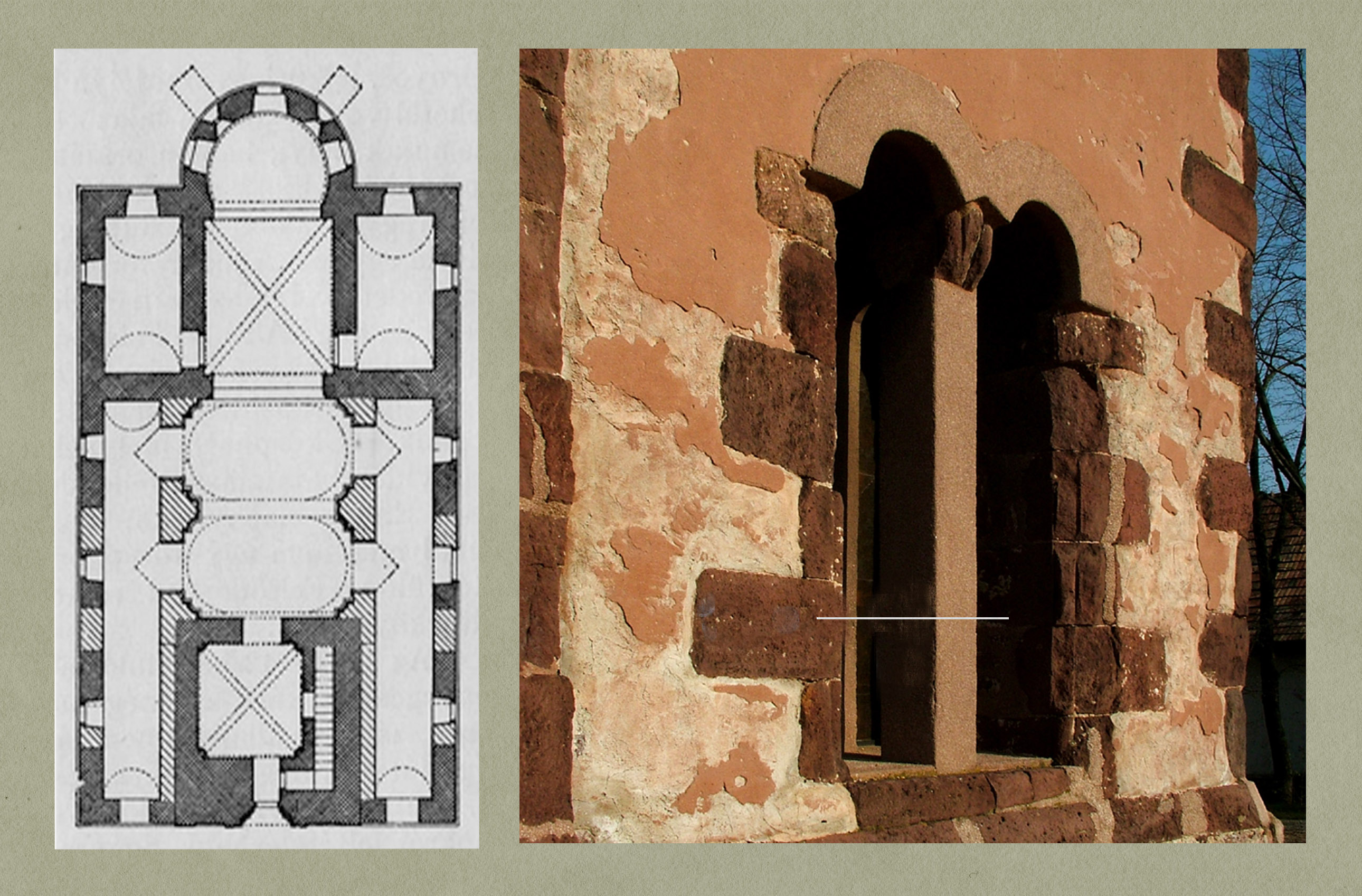
Felsőörs: Templomalaprajz és ablakpillér

A templom eredetileg szentélynégyzettel bővített egyhajós tér volt, két oldalán ikerablakokkal, áttört oldalfolyosókkal, a szentélynégyzethez kapcsolódóan kápolna-, illetve sekrestyeterekkel, emeleti szinten oldalkarzatokkal. A templomtestre egy nagyméretű kváderkövekből falazott torony épült, emeletén karzattal. A torony és a templom tengelye eltérő, bizonyítva, hogy a torony korábban született.

### Alaprajzi kialakítása
Az a hatalmas torony, amely most a nyugati homlokzat közepébe ágyazódik, eredetileg úgy épült, hogy három oldala szabadon fog állni, csupán a negyedik, a hajó felőli kapcsolódott volna egy korábban elképzelt templomhoz. Ezért a tornyot, amely szabályos kváderkőből és gazdag  architektúrával épült, egy leendő templom építési (vagy teljes átépítési) szándékának, illetve
első fázisának kell tekintenünk. Az a tény, hogy nem a szentéllyel kezdik az építkezést, azt a feltevést igazolja, hogy az adományozók a tornyot temetkezési célra is használni kívánták.
A nyugati kapun belépve a toronyalj a templom előcsarnokát képezi, jobb oldalán, a falban szűk lépcső visz fel a karzatra. A torony földszintjén körbefutó ülőpadkán állnak a boltozatot tartó bordák alátámasztására szolgáló sarokoszlopok. (Jobboldalt, a lépcső alatt sírfülke, minden bizonnyal a kegyúr temetkezési helye. A rajta levő szimbolikus jelű sírkő lépcsőfokként, másodlagos felhasználásban, a toronyaljban volt. A toronyaljban ezenkívül a padlóba süllyesztve egy gyermeksírt is találtak, ez is arra utal, hogy tulajdonképpen itt „családi" temetkezőhely volt.
A jelenlegi egyterű karzat eredetileg kettéosztott tér volt, így a homlokzati három ablakból kettő a nagyobb, egy a kisebb teret világította. Ez a kisebb tér lehetett a lépcsőérkezés fölött levő szentségtartó (pasztofórium) fülkével, alatta a falhoz csatlakozó oltár maradványával - a korábban említett Szent Mihály-oltár, melyet Bertalan veszprémi püspök szentelt fel 1230 körül. A kórus nagyobbik tere - kegyúri karzatként-  egy nagy íves nyílással kapcsolódott a templom hajójának teréhez. Az oldalfolyosók építése után a torony oldalfalain levő részletek (ablakok, külső architektúra) értéktelenné váltak. Két ajtóáttöréssel biztosítottak kapcsolatot a folyosók felé.
A szentélynégyzethez kapcsolódik balról egy kis kápolna. (Ide kerültek a Lourdes-i oltár egyes részei.) Itt szintén feltárásra került egy oltáralap, előtte falazott sírral, hasonlóan temetkezési célokat szolgált, évfordulókon itt misét celebráltak a halottakért.
Patkó alakú apszist találunk itt Felsőörsön, amelyen a torony-alj és a szentélynégyszög négyszögű bordákkal való boltozása  cisztercita jellegzetesség. Mellékhajószerűen alacsony ikerablakos folyosó vette körül, amihez legközelebb Spanyolországban találunk analógiát.
A déli oldalon tükörépben van mai sekrestye helyisége, amelynek eredeti funkciója az északi kápolnáéhoz hasonló volt. A kápolnák eredeti megvilágítására egy-egy keskeny, befelé szélesedő résablak szolgált (enek elsősorban védelmi szempontból volt jelentősége). A szentélynégyszögben, de főleg a déli sekrestyében még ma is középkori freskónyomok találhatók.

### Épületszerkezeti megoldások
Míg a nyugati toronytest szabályosan faragott kőből, a templom többi része szabálytalan kőből épült. A sarkokon kváder-armírozás van, de a felületek vakoltak. A földszinten oldalfolyosókat megvilágító ikerablakok voltak, az oldalajtót a temetkezések során használták.
A háromhajós templomteret felmenő pillértömbökkel alakították ki. Eredetileg síkmennyezetes volt, amelyet később dongaboltozattal váltottak fel.

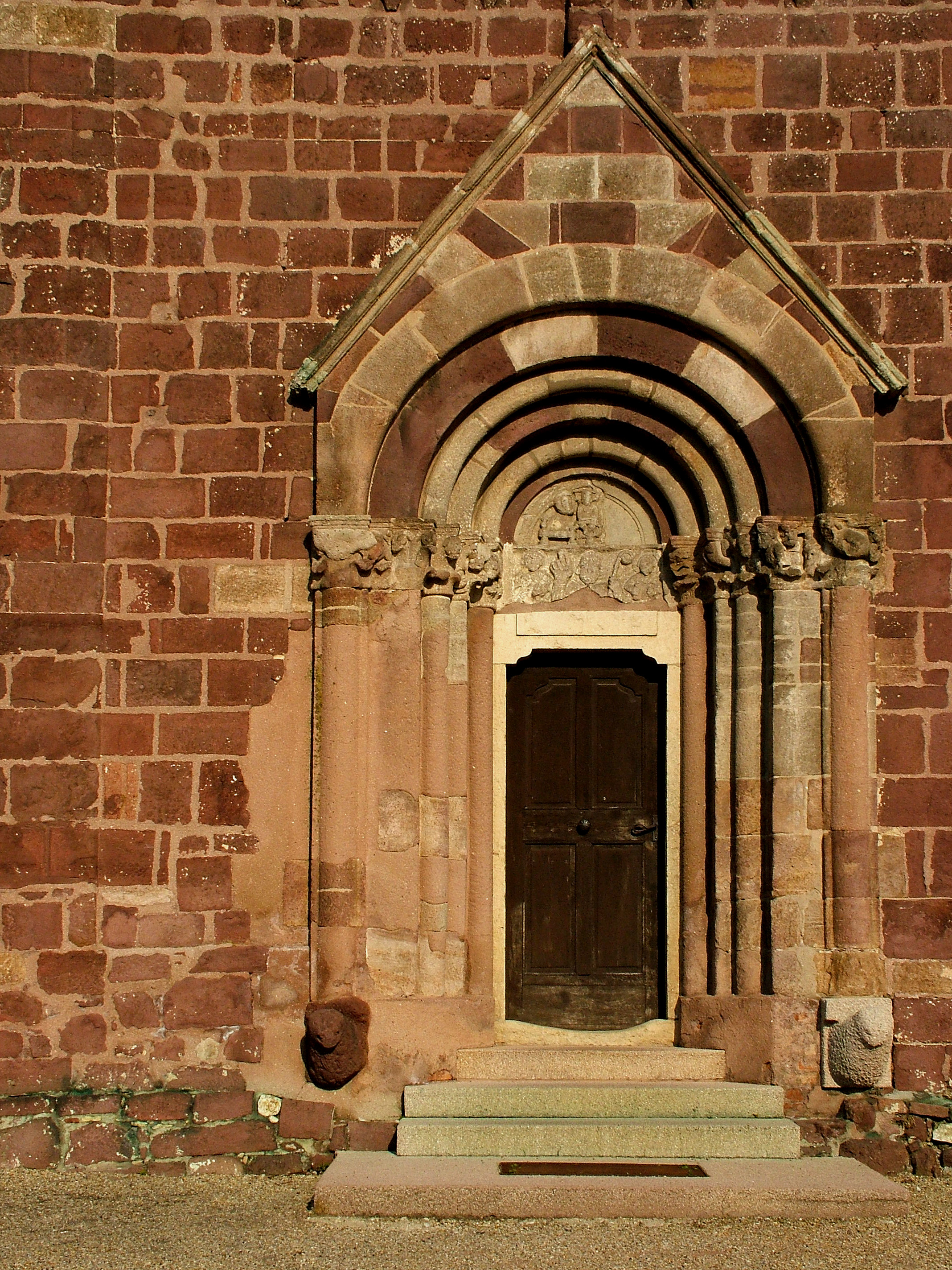
Nyugati főkapu

### Kapuk, ablakok és nyílások
Az épület egyik legszebb dísze a bélletes nyugati kapuja. Az emeleteken levő fehér keretezésű ablakok XVIII. századiak, eredetileg oldalanként három-három tölcsérbélletes, román stílusú ablak lehetett (egyik maradványa a déli homlokzaton látható). A torony két oldalán, a folyosók végén a földszinten szintén egy-egy, ikerablak világította a mögötte levő belső terekeket. Az apszisban patkó alakú, tölcsérbélletes ablakokkal, s gazdag főpárkánnyal készült.
A karzatra felvezető szűk lépcső teljesen zárt térbe vezetett, megvilágítását eredetileg két lőrésablak biztosította, míg az oldalfolyosóval el nem építették őket.
A bal oldali karzaton a két román kori pillérindítás tanúsítja, hogy a középkori templomnak kétoldalt oszlopos oldalkórusa volt.

### Épületdíszítés (ornamentika)
A torony nyugati homlokzatának gazdag architektúrája egyben a templom főhomlokzata. A négyzetes toronytestet egy ívsoros, fogrovatos főpárkány zárja le. A torony magasságát ívsoros övpárkány felezi, így két egyenlő mezőre osztva, melyet a sarkokon kiugró lizénák határolnak. Földszinti részén középen timpanonos oromzatú bélletes kapu van, fölötte, az övpárkányra ültetve, három háromszög oromzatú, hurokcsomóval összekapcsolt, faloszlopokkal tagolt ablak. Középső emeleti ablaka fölött, a falsíkon belül maradó bélletes ablak látható. E függőleges tengelyre épülő nyílásrendszert a főpárkány zárja le, mely fölött a nyolcszög alaprajzú felépítmény valószínűleg már a gótikus időszakban épült. Erre utal néhány másodlagosan beépített román-kori faragott kő is.
A torony nyugati (fő) homlokzatának gazdag architektúrája egyedülálló. A kaput lezáró timpanon motívum hazánkban itt jelenik meg először. Hurkolt oszlopra legközelebb Pannonhalmán találunk példát. Figyelmet érdemelnek az oszlopok fejezetei, különösen a kapubélleteken. A fejezetekben összefonódnak a növény-, állat- és emberalakos motívumok (bárány, oroszlánok, bőségszaru stb.). Az emberi és állati groteszk alakoknak a kapuzat oszlopfőin való ábrázolásával az állandóan viaskodó jó és rossz harcát akarta szimbolizálni a középkori művész.
Az ajtó felett az áldást osztó püspök és a két donátor (kegyúr és felesége) látható. Szépek a hármas-ablak növényi motívumos fejezetei (oszloplábon saroklevelesek), a felső egyes nyílásban levő két oszlopfő azonban már erősen absztrahált.

### A templom berendezése, és díszítése
Az előcsarnokban látható a Fehér Madonna (Jálics Ernő) és Krisztus a kereszten (Mészáros Mihály alkotása és adománya). A templom hajóját, bár oldalfalaiban román kori, szép provinciális barokk architektúrája miatt mégis egységes barokk térként állították helyre. Az oldalfolyosók felé az áttörés szintén XVIII. századi.

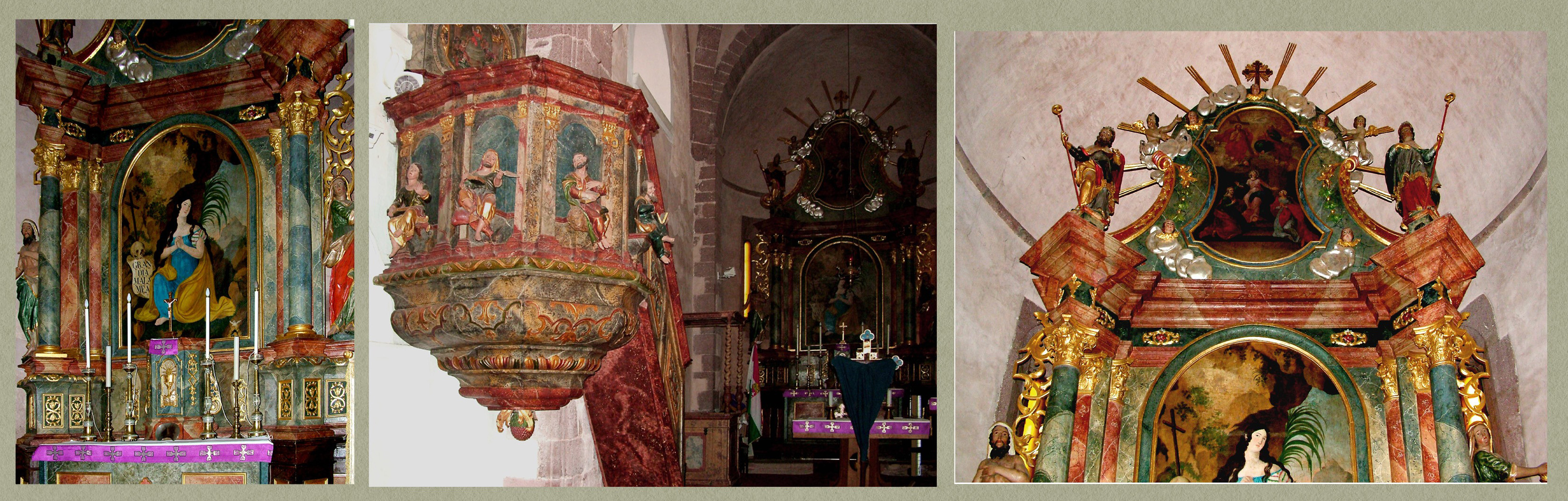
Felsőörs: részletek a templom főoltáráról és a szószékről

### Oltárok, oltárképek és szószék
A hajókból - a szentély felé tekintve - egységes barokk berendezést láthatunk. Baloldalt a szószék-et (1743), a szentélynégyzetben Biró Márton főpapi trónus-át Szent Márton lovas képével, majd a részben rekonstruált főoltárt, Szent Mária Magdolna képével, melynek felirata: Grandia mala mea (az én sok szenvedésem: Padányi Biró Márton küzdelmeire utal). Ha pedig a betűk alatti számok sorrendjében olvassuk el, Mária Magdolna védőszent nevét kapjuk.
A karzaton egykor szíjtárcsás kis orgona állt (ma már gépi működtetésű; egy hanglemezfelvétel alkalmával alakították át). (A templomtér jó akusztikája számtalan hangversenyt vonz ma is ide.)
A diadalíven levő latin felírás fordítása:
- „Megdicsőítette és megdicsőíti Isten e sziklát".

A kronosztikonban látható 1747-es évszám az újjáépítés befejezését jelzi.
A jobb oldali karzaton látható Szent Rozália-oltárképet Niklesz prépost a Miske-palotán építendő kápolna részére rendelt 1833-ban. Itt található még: Madonna-kép (Szoldatics Ferenc: 1854). A Szentcsalád-kép és Mária-szobor, mindkettő XVIII. századi alkotás. A folyosó keleti végén Mária Magdolna oltárképe (Hermann János: 1868, Bécs) 1943-ig a főoltárt díszítette.
Az északi oldalfolyosónak a végében állt a barokk Szent Kereszt-oltár, melyet 1900 körül elbontottak, csupán a szépen restaurált Szent Mária Magdolna-szobor maradt meg. Posztamensre helyezve, egy barokk körmeneti kereszttel utalnak a valamikori oltárra.
Az oldalfolyosóban látható sarokleveles oszloplábazat az egyik földszinti ikerablak oszlopa alatt volt, és egy román kori körablak mérművének töredéke. Mattioni Eszter oltárelőlapot díszítő hímesköve 1943-ban az elbontott barokk főoltár helyére készült, az ún. "román oltár"-t díszítette volna.

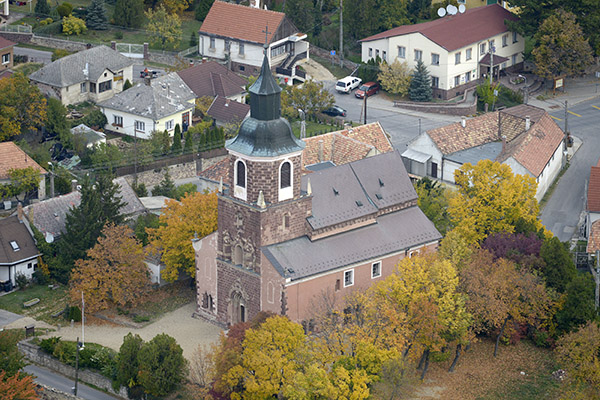
Felsőörsi prépostsági templom, légi fotó

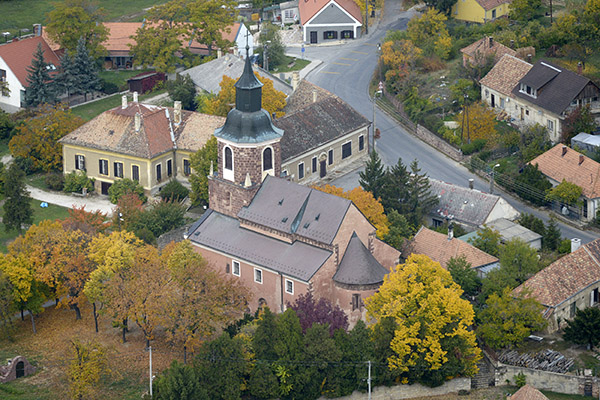
A Felsőörsi prépostsági templom légi felvételen